# Эт-Тайяра
Эт-Тайяра (араб. الطيارة‎) — деревня на северо-западе Иордании, расположенная на территории мухафазы Аджлун. Входит в состав района Аджлун.

## Географическое положение
Деревня находится в северной части мухафазы, в гористой местности, к востоку от реки Иордан, на расстоянии приблизительно 34 километров (по прямой) к северо-западу от столицы страны Аммана. Абсолютная высота — 866 метров над уровнем моря.

## Население
По данным официальной переписи 2015 года численность население составляла 407 человек (220 мужчин и 187 женщин). В деревне насчитывалось 81 домохозяйство.
Динамика численности населения Эт-Тайяры по годам:
| 1994 | 2015 |
| ---- | ---- |
| 216  | 407  |

## Транспорт
Ближайший аэропорт расположен в городе Амман.